# Unbikvadium
Unbikvadium, eller grundämne 124 med den kemiska beteckningen Ubq, är det tillfälliga IUPAC-namnet. Det kan också kallas eka-uran efter Dmitrij Mendelejevs förutsägelser om det periodiska systemet. 
Unbikvadium är det sjätte grundämnet i den åttonde perioden i det periodiska systemet. Det har ännu inte gjorts några försök att framställa ämnet. Unbikvadium kommer att vara en aktinoid, om fysikerna lyckas framställa grundämnet.

## Förmodade egenskaper
Grundämnet förväntas vara medlem i “Ön av stabilitet” och därför har isotoper med lång halveringstid, kanske i storleksordningen tiotusentals år. Isotopen med längst halveringstid har beräknats vara Ubq-330, med 124 protoner och 206 neutroner. Unbikvadium tros vara en fast metall, med smältpunkt 298 K och är förmodligen silvervit. Reaktiviteten bör vara hög, i kontakt med vatten, luft och syror.